# 花江乡
花江乡，是中华人民共和国湖南省永州市江华瑶族自治县下一个已经废除的乡镇级行政单位。2015年分别并入涔天河镇、小圩壮族乡。

## 行政区划
花江乡下辖以下地区：
。